# Марк Октавій (народний трибун)
Марк Октавій (лат. Marcus Octavius; бл. 130 до н. е. — після 87 до н. е.) — політичний діяч Римської республіки.

## Життєпис
Походив з плебейського роду Октавіїв. Молодший син Гнея Октавія, коснула 128 року до н. е. Здобув гарну освіту, відзначившись чималими здібностями до красномовства. За різними відомостями 99,93,90 або 87 року обирається народним трибуном. Втім можливо обіймав цю посаду декілька разів через певний проміжок часу. Провів закон про скасування хлібного закону Гая Гракха, впровадивши більш помірні роздачі.
Після 87 року до н. е. про нього нічого невідомо.

## Родина
- Гней Октавій, консул 76 року до н. е.[1]